# Daniel (1983)
Daniel is een Brits-Amerikaanse dramafilm uit 1983 onder regie van Sidney Lumet. Het scenario is gebaseerd op de roman Het boek van Daniël (1971) van de Amerikaanse auteur E.L. Doctorow.

## Verhaal
Daniel is de zoon van Paul en Rochelle Isaacson. Ze werden in de jaren '50 geëxecuteerd, omdat ze Russische spionnen zouden zijn. Tijdens de jaren '60 neemt Daniel deel aan antioorlogsdemonstraties, omdat hij denkt dat zijn ouders onterecht zijn veroordeeld.

## Rolverdeling
| Acteur          | Personage         |
| --------------- | ----------------- |
| Timothy Hutton  | Daniel Isaacson   |
| Mandy Patinkin  | Paul Isaacson     |
| Lindsay Crouse  | Rochelle Isaacson |
| Edward Asner    | Jacob Ascher      |
| Ellen Barkin    | Phyllis Isaacson  |
| Julie Bovasso   | Frieda Stein      |
| Tovah Feldshuh  | Linda Mindish     |
| Joseph Leon     | Selig Mindish     |
| Carmen Mathews  | Mevrouw Ascher    |
| Norman Parker   | Directeur         |
| Amanda Plummer  | Susan Isaacson    |
| Lee Richardson  | Verslagger        |
| John Rubinstein | Robert Lewin      |
| Colin Stinton   | Dale              |
| Maria Tucci     | Lise Lewin        |